# Vũ Công Trấn
Vũ Công Trấn (chữ Hán: 武公鎮; 1685 – 1755) là tả thị lang bộ Binh thời Lê trung hưng, từng đỗ tiến sĩ năm 1724, được đánh giá là "cương trực", "cứng cỏi", đã từng bị bãi chức rồi lại được triệu về. Ông rất được Trịnh Doanh trọng vọng.

## Thân thế
Vũ Công Trấn là người làng Đôn Thư, huyện Thanh Oai (nay thuộc thôn Đôn Thư, xã Kim Thư, Thanh Oai, Hà Nội, Việt Nam).

## Sự nghiệp
Lúc trẻ, ông học trường Giám, đỗ khoa Sĩ vọng và nổi tiếng là giỏi văn chương, học rộng, đỗ đệ tam giáp đồng tiến sĩ xuất thân khoa Giáp Thìn niên hiệu Bảo Thái năm 1724 vào thời vua Lê Dụ Tông. Theo Lịch triều hiến chương loại chí, năm 1728 ông làm chức hiệu thảo và tạm giữ chức giám sát Thanh Hoa, ông còn dự trúng khoa thi Đông các, có ba người được thưởng là Phạm Khiêm Ích, ông và Nguyễn Công Thái. Năm Long Đức đời Lê Thuần Tông Vũ Công Trấn làm tế tửu coi công phiên, sau bị chúa Trịnh Cương bãi chức do có lúc xử kiện không vừa ý chúa.
Thời Trịnh Doanh nắm quyền ông lại được triệu về vào năm 1740 khiến ông nổi tiếng và được chúa Trịnh trọng vọng. Khi chức tả hữu pháp ty được đặt ra vào năm 1749 thì ông được sai giữ chức này và rất được chúa tin cậy.
Sau Vũ Công Trấn được trải làm chức tả thị lang bộ Binh, tước hầu, về hưu thì lại được triệu ra. Ông còn dạy học khi không làm quan, có nhiều người theo học và đã có nhiều người thành đạt.
Khi qua đời ông được tặng thượng thư, tước Bộ quận công.

## Nhận định
Phan Huy Chú trong Lịch triều hiến chương loại chí có nhận xét ông "giữ pháp luật không a dua với ai", "người cương trực, bướng, cứng cỏi, thẳng thắn nên bị kẻ quyền hành ghét". Trong Lịch triều hiến chương loại chí, Phan Huy Chú đã xếp ông vào hàng những "nhà Nho có đức nghiệp".